# Фариба, Бехташ
Бехта́ш Фариба (перс. بهتاش فریبا‎; род. 11 февраля 1955, Тегеран) — иранский футболист и футбольный тренер, играл на позиции полузащитника. Участник чемпионата мира 1978 года.

## Биография

### Игровая карьера
Всю футбольную карьеру Фариба играл в Иране за «Рах Ахан», ПАС из Тегерана и «Эстегляль», в котором отыграл девять сезонов и в 1989 году завершил карьеру.
В составе сборной Ирана принимал участие на чемпионате мира 1978 года, где сыграл в матче группового этапа со сборной Перу, который иранцы проиграли со счётом 4:1. Иранцы не смогли преодолеть групповой этап, заняв в группе последнее место с одним очком.
На Кубке Азии 1980 года в Кувейте в матче со сборной Бангладеш оформил покер — Иран выиграл со счётом 7:0. Фариба стал первым иранским футболистом, забившим 4 гола в одном матче на международном уровне. На том турнире он забил 7 голов и вместе южнокорейским футболистом Чхве Сун Хо стал лучшим бомбардиром турнира. Всего за сборную Ирана сыграл 16 матчей и забил 12 голов.

### Тренерская карьера
Работал в тренерском штабе иранских клубов «Сайпа», «Саба Ком» и «Эстегляль». С 2000 по 2001 год в качестве главного тренера возглавлял «Сайпу».